# アウルス・コルネリウス・コッスス
アウルス・コルネリウス・コッスス（ラテン語: Aulus Cornelius Cossus, 生没年不詳）は紀元前5世紀後半、共和政ローマのパトリキ出身の政治家・軍人。紀元前428年には執政官（コンスル）を務めた。

## 経歴

### スポリア・オピーマ
彼の名が最初に現れるのは、紀元前437年に起こったエトルリアとの戦いにおいてである。この前年、ローマの支配下にあったフィデナエが離反し、ウェイイに寝返った。ウェイイの王ラルス・トルムニウスはフィデナエを追い込むため、ローマからの使者を殺害し、最早開戦は避けられない状態となっていた。
翌年の緒戦は五分であり、ローマは独裁官マメルクス・アエミリウス・マメルキヌスを立てエトルリア連合軍と対峙した (フィデナエの戦い)。戦いはローマ優位ではあったものの、トルムニウス王本人が騎兵を率いて奮戦し、混戦となっていた。
この時騎兵の司令官の一人であり、堂々たる体躯と勇気にも秀でていたコッススはトルムニウスの姿を認めると、「あれこそはこの戦の元凶、その身を神々と英霊に捧げん」と叫んで突撃し、一撃でトルムニウスを突き落とすとすぐさま盾で地面に押し倒し、何度も槍で刺し首級を掲げてみせた。これで敵は総崩れとなり戦の帰趨は決まった。
ローマへと帰国したマメルキヌスは凱旋式を挙行し、コッススはスポリア・オピーマの栄誉を授かった。この武人最高の栄誉を授かるのはローマ建国の王ロームルスに次いで二人目であり、凱旋式ではほとんど主役のように賞賛されたという。
この実績によってか、正確な時期は不明だが彼は最高神祇官となっており、紀元前431年に出陣する独裁官アウルス・ポストゥミウス・トゥベルトゥスの宣誓を受けている。

### コンスルシップ
紀元前428年、コッススは執政官に就任した。同僚はティトゥス・クィンクティウス・ポエヌス・キンキナトゥスであった。この年、ウェイイがローマ領を荒らし、フィデナエも一枚噛んでいる疑惑が持ち上がった。調査の結果フィデナエの幾人かが追放され、ローマ人が多数フィデナエに入植した。しかしローマはこの年旱魃とそれに続く疫病に苦しんでおり、奇妙な迷信と儀式が幅を利かせて混乱していたため、反撃する事が出来なかった。この時アエディリスにローマ古来の信仰と儀式を守らせる役割が与えられるようになったという。

### 執政武官そして副官
翌紀元前427年、まだ混乱収まらぬローマはウェイイと賠償交渉を行ったもののまったく相手にされず、翌年の開戦と執政武官制とすることが決定された。
紀元前426年、コッススは執政武官に選出された。同僚はポエヌス・キンキナトゥス、ガイウス・フリウス・パキルス・フススとマルクス・ポストゥミウス・アルビヌス・レギッレンシスであった。コッススはローマに残り、他の三人がウェイイに向けて進発したものの、指揮系統がバラバラなために敗北してしまった。
人々はこの年の執政武官制を勝ち取った護民官に責任転嫁し、独裁官の選出を望んだ。しかしながら独裁官の指名権は執政官にしかなく、この年は執政官不在のため、アウグルによって執政官経験者でもあるコッススに指名権が与えられた。コッススはこの時期公民権を剥奪されていたマメルキヌスを三度目の独裁官に指名すると、マメルキヌスはコッススを副官とし、エトルリア連合軍と戦うこととなった (フィデナエの戦い)。
戦いではエトルリア側の炎での威嚇にローマ軍がたじろいだため、マメルキヌスは怖気づく味方を叱責した。騎兵を率いるコッススは手綱を手放して突進するよう命じると、舞い上がる砂と炎の煙で兵と馬の視界から炎を消し去る事に成功した。またマメルキヌスの巧みな用兵によって挟撃に成功し、大勝したローマは余勢を駆ってフィデナエを陥落させた。戦利品と共に帰国したマメルキヌスはコッススに副官を辞任するよう促し、自らも独裁官を辞任したという。

## 家族
コッススの父はマルクス、祖父はルキウスで、紀元前409年の執政官グナエウス・コルネリウス・コッススと、紀元前408年の執政武官プブリウス・コルネリウス・コッススは、どちらも父がアウルス、祖父がマルクスであり、コッススの子どもたちである可能性が高い。
紀元前415年の執政武官もプブリウスと同名で父もアウルスではあるが、祖父がプブリウスであるため別人である。また紀元前406年の執政武官もグナエウスと同名ではあるが、父がプブリウスであるためこれも別人である。